# 73 v. Chr.
Portal Geschichte | Portal Biografien | Aktuelle Ereignisse | Jahreskalender | Tagesartikel

◄ |
2. Jahrhundert v. Chr. |
1. Jahrhundert v. Chr. |
1. Jahrhundert |
►

◄ | 90er v. Chr. | 80er v. Chr. | 70er v. Chr. | 60er v. Chr. |
50er v. Chr. |
►

◄◄ | ◄ | 76 v. Chr. | 75 v. Chr. | 74 v. Chr. | 73 v. Chr. |
72 v. Chr. |
71 v. Chr. |
70 v. Chr. |
► |
►►
Staatsoberhäupter

## Ereignisse

### Römisches Reich
- Mit dem Ausbruch von 78 Gladiatoren aus der Gladiatorenschule in Capua beginnt der 3. Sklavenkrieg (auch Spartacus-Aufstand genannt).
- Der Dritte Mithridatische Krieg zwischen der Römischen Republik und dem Königreich Pontos unter dem König Mithridates VI. beginnt.

### Indien
- In Nordindien endet die Shunga-Dynastie, es beginnt die unbedeutende Kanva-Dynastie.

## Geboren
- um 73 v. Chr.: Herodes der Große, römischer Vasallenkönig über Israel († 4 v. Chr.)

## Gestorben
- Winter 73/72 v. Chr.: Oenomaus, Anführer aufständischer Sklaven gegen Rom